# Albuca
Albuca là một chi thực vật có hoa trong họ Asparagaceae.

## Danh sách loài
- Albuca abyssinica Jacq.
- Albuca acuminata  Baker
- Albuca adlami  Baker
- Albuca affinis
- Albuca alba
- Albuca albucoides (Aiton) J.C.Manning & Goldblatt
- Albuca allenae
- Albuca altissima
- Albuca amboensis (Schinz) Oberm.
- Albuca amoena (Batt.) J.C.Manning & Goldblatt
- Albuca angolensis
- Albuca angustibracteata
- Albuca anisocrispa Mart.-Azorín & M.B.Crespo
- Albuca annulata Mart.-Azorín & M.B.Crespo
- Albuca anthericoides
- Albuca aperta
- Albuca arenosa J.C.Manning & Goldblatt
- Albuca asclepiadea
- Albuca aspera
- Albuca aurea Jacq.
- Albuca ausensis
- Albuca autumnula (U.Müll.-Doblies & D.Müll.-Doblies) J.C.Manning & Goldblatt
- Albuca avasimontana
- Albuca bainesii
- Albuca bakeri Mart.-Azorín & M.B.Crespo
- Albuca barbata (Jacq.) J.C.Manning & Goldblatt
- Albuca batteniana Hilliard & B.L.Burtt
- Albuca baurii
- Albuca beguinotii
- Albuca bequaerti
- Albuca bifolia Baker
- Albuca bifoliata R.A.Dyer
- Albuca blepharophylla
- Albuca bontebokensis
- Albuca boucheri U.Müll.-Doblies
- Albuca bracteata (Thunb.) J.C.Manning & Goldblatt
- Albuca brevipes
- Albuca bruce-bayeri U.Müll.-Doblies
- Albuca buchananii Baker
- Albuca canadensis (L.) F.M.Leight.
- Albuca candida (Oberm.) J.C.Manning & Goldblatt
- Albuca capitata
- Albuca caudata Jacq..
- Albuca chaetopoda
- Albuca chlorantha Welw. ex Baker
- Albuca ciliaris U.Müll.-Doblies
- Albuca circinata
- Albuca clanwilliamae-gloria U.Müll.-Doblies
- Albuca coarctata
- Albuca collina Baker
- Albuca concordiana Baker
- Albuca consanguinea (Kunth) J.C.Manning & Goldblatt
- Albuca convoluta
- Albuca cooperi Baker
- Albuca cornuta
- Albuca corymbosa Baker
- Albuca costatula (U.Müll.-Doblies & D.Müll.-Doblies) J.C.Manning & Goldblatt
- Albuca cremnophila van Jaarsv. & A.E.van Wyk
- Albuca crinifolia Baker
- Albuca crispa J.C.Manning & Goldblatt
- Albuca crudenii Archibald
- Albuca dalyae Baker
- Albuca darlingana U.Müll.-Doblies
- Albuca decipiens U.Müll.-Doblies
- Albuca deserticola J.C.Manning & Goldblatt
  - Albuca deserticola subsp. deserticola
  - Albuca deserticola subsp. longipilosa (U.Müll.-Doblies & D.Müll.-Doblies) J.C.Manning & Goldblatt
- Albuca dilucula (Oberm.) J.C.Manning & Goldblatt
- Albuca dinteri U.Müll.-Doblies
- Albuca donaldsonii Rendle
- Albuca dyeri (Poelln.) J.C.Manning & Goldblatt
- Albuca echinosperma U.Müll.-Doblies
- Albuca elastica
- Albuca elata
- Albuca elliotii
- Albuca elwesi
- Albuca engleriana K.Krause & Dinter
- Albuca erlangeriana
- Albuca etesiogaripensis U.Müll.-Doblies
- Albuca exuviata
- Albuca fastigiata Dryand.
- Albuca fibrillosa
- Albuca fibrosa
- Albuca fibrotunicata Gledhill & Oyewole
- Albuca filifolia
- Albuca fischeri
- Albuca flaccida Jacq.
- Albuca fleckii
- Albuca foetida U.Müll.-Doblies
- Albuca fragrans Jacq.
- Albuca fugax
- Albuca gageoides K.Krause
- Albuca galeata Welw. ex Baker
- Albuca gardeni
- Albuca gariepensis J.C.Manning & Goldblatt
- Albuca garuensis Engl. & K.Krause
- Albuca gentilii De Wild.
- Albuca gethylloides (U.Müll.-Doblies & D.Müll.-Doblies) J.C.Manning & Goldblatt
- Albuca glandulifera J.C.Manning & Goldblatt
- Albuca glandulosa Baker
- Albuca glauca Baker
- Albuca glaucifolia (U.Müll.-Doblies & D.Müll.-Doblies) J.C.Manning & Goldblatt
- Albuca goswinii U.Müll.-Doblies
- Albuca grandis J.C.Manning & Goldblatt
- Albuca granulata
- Albuca hallii U.Müll.-Doblies
- Albuca hereroensis Schinz
- Albuca hesquaspoortensis U.Müll.-Doblies
- Albuca homblei De Wild.
- Albuca humilis Baker
- Albuca hyacinthoides
- Albuca hysterantha
- Albuca imbricata
- Albuca jacquinii
- Albuca juncifolia Baker
- Albuca karachabpoortensis (U.Müll.-Doblies & D.Müll.-Doblies) J.C.Manning & Goldblatt
- Albuca karasbergensis Glover
- Albuca karooica U.Müll.-Doblies
- Albuca kassneri
- Albuca katangensis De Wild.
- Albuca kirkii (Baker) Brenan
- Albuca kirstenii (J.C.Manning & Goldblatt) J.C.Manning & Goldblatt
- Albuca knersvlaktensis (U.Müll.-Doblies & D.Müll.-Doblies) J.C.Manning & Goldblatt
- Albuca kundelungensis De Wild.
- Albuca laxiflora
- Albuca lebaensis (van Jaarsv.) J.C.Manning & Goldblatt
- Albuca ledermannii
- Albuca leucantha U.Müll.-Doblies
- Albuca longebracteata
- Albuca longifolia Baker
- Albuca longipes Baker
- Albuca lugardi
- Albuca lutea
- Albuca macowanii Baker
- Albuca major
- Albuca malangensis Baker
- Albuca mankonensis
- Albuca massonii Baker
- Albuca maxima
- Albuca melleri
- Albuca micrantha
- Albuca minima
- Albuca minor
- Albuca monarchos (U.Müll.-Doblies & D.Müll.-Doblies) J.C.Manning & Goldblatt
- Albuca monophylla Baker
- Albuca myogaloides Welw. ex Baker
- Albuca namaquensis Baker
- Albuca nana Schönland
- Albuca narcissifolla
- Albuca nathoana (U.Müll.-Doblies & D.Müll.-Doblies) J.C.Manning & Goldblatt
- Albuca navicula U.Müll.-Doblies
- Albuca nelsonii N.E.Br.
- Albuca nematodes
- Albuca nemorosa
- Albuca nigritana (Baker) Troupin
- Albuca noubae
- Albuca nyikensis
- Albuca obtusa J.C.Manning & Goldblatt
- Albuca odoratissima
- Albuca oligophylla
- Albuca osmynella (U.Müll.-Doblies & D.Müll.-Doblies) J.C.Manning & Goldblatt
- Albuca ovata (Thunb.) J.C.Manning & Goldblatt
- Albuca pachychlamys
- Albuca papyracea J.C.Manning & Goldblatt
- Albuca paradoxa Dinter
- Albuca parviflora
- Albuca patersoniae
- Albuca paucifolia (U.Müll.-Doblies & D.Müll.-Doblies) J.C.Manning & Goldblatt
  - Albuca paucifolia subsp. karooparkensis (U.Müll.-Doblies & D.Müll.-Doblies) J.C.Manning & Goldblatt
  - Albuca paucifolia subsp. paucifolia
- Albuca pearsonii (F.M.Leight.) J.C.Manning & Goldblatt
- Albuca pendula B.Mathew
- Albuca pendulina (U.Müll.-Doblies & D.Müll.-Doblies) J.C.Manning & Goldblatt
- Albuca pentheri (Zahlbr.) J.C.Manning & Goldblatt
- Albuca physodes
- Albuca polyodontula (U.Müll.-Doblies & D.Müll.-Doblies) J.C.Manning & Goldblatt
- Albuca polyphylla Baker
- Albuca praecox
- Albuca prasina (Ker Gawl.) J.C.Manning & Goldblatt
- Albuca prolifera J.H.Wilson
- Albuca pruinosa
- Albuca psammophora (U.Müll.-Doblies & D.Müll.-Doblies) J.C.Manning & Goldblatt
- Albuca pseudobifolia Mart.-Azorín & M.B.Crespo
- Albuca pulchra (Schinz) J.C.Manning & Goldblatt
- Albuca purpurascens
- Albuca rautanenii (Schinz) J.C.Manning & Goldblatt
- Albuca reflexa
- Albuca riebeekkasteelberganula U.Müll.-Doblies
- Albuca rigida
- Albuca robertsoniana U.Müll.-Doblies
- Albuca rogersii Schönland
- Albuca roodeae (E.Phillips) J.C.Manning & Goldblatt
- Albuca rupestris Hilliard & B.L.Burtt
- Albuca sabulosa (U.Müll.-Doblies & D.Müll.-Doblies) J.C.Manning & Goldblatt
- Albuca scabrocostata (U.Müll.-Doblies & D.Müll.-Doblies) J.C.Manning & Goldblatt
- Albuca scabromarginata De Wild.
- Albuca schinzii Baker
- Albuca schlechteri Baker
- Albuca schoenlandii Baker
- Albuca schweinfurthii
- Albuca secunda (Jacq.) J.C.Manning & Goldblatt
- Albuca seineri (Engl. & K.Krause) J.C.Manning & Goldblatt
- Albuca semipedalis Baker
- Albuca septentrionalis
- Albuca sereti
- Albuca setosa Jacq.
- Albuca shawii
- Albuca somersetianumined.
- Albuca sordida
- Albuca spiralis L.f.
- Albuca stapffii (Schinz) J.C.Manning & Goldblatt
- Albuca steudneri Schweinf. & Engl.
- Albuca stolzii
- Albuca stricta Engl. & K.Krause
- Albuca strigosula (U.Müll.-Doblies & D.Müll.-Doblies) J.C.Manning & Goldblatt
- Albuca stuetzeliana (U.Müll.-Doblies & D.Müll.-Doblies) J.C.Manning & Goldblatt
- Albuca suaveolens (Jacq.) J.C.Manning & Goldblatt
- Albuca subglandulosa (U.Müll.-Doblies & D.Müll.-Doblies) J.C.Manning & Goldblatt
- Albuca subspicata Baker
- Albuca sudanica A.Chev.
- Albuca tayloriana
- Albuca tenuifolia Baker
- Albuca tenuis Knudtzon
- Albuca thermarum van Jaarsv.
- Albuca tortuosa Baker
- Albuca toxicaria (C.Archer & R.H.Archer) J.C.Manning & Goldblatt
- Albuca trachyphylla U.Müll.-Doblies
- Albuca transvaalensis
- Albuca trichophylla
- Albuca tubiformis (Oberm.) J.C.Manning & Goldblatt
- Albuca unifolia (Retz.) J.C.Manning & Goldblatt
- Albuca unifoliata G.D.Rowley
- Albuca variegata De Wild.
- Albuca villosa U.Müll.-Doblies
  - Albuca villosa subsp. glabra U.Müll.-Doblies
  - Albuca villosa subsp. villosa
- Albuca virens (Lindl.) J.C.Manning & Goldblatt
  - Albuca virens subsp. arida (Oberm.) J.C.Manning & Goldblatt
  - Albuca virens subsp. virens
- Albuca viridiflora
- Albuca viscosa L.f.
- Albuca viscosella
- Albuca vittata Ker Gawl.
- Albuca volubilis (H.Perrier) J.C.Manning & Goldblatt
- Albuca wakefieldii
- Albuca watermeyeri (L.Bolus) J.C.Manning & Goldblatt
- Albuca weberlingiorum U.Müll.-Doblies
- Albuca xanthocodon Hilliard & B.L.Burtt
- Albuca yerburyi Ridl.
- Albuca zebrina Baker
- Albuca zenkeri Engl.